# Euphyia triangulata
Euphyia triangulata là một loài bướm đêm trong họ Geometridae.